# بی‌دینی در یمن
بی‌دینی در یمن باور کم‌یابی است زیرا اسلام دین غالب این کشور است. تعیین کمیت و تعداد خداناباوران در یمن دشوار است زیرا باور آنان در سرشماری‌ها در نظر گرفته نمی‌شود. بیخدایی در یمن ننگ بزرگی است و بسیاری از یمنی‌های خداناباور برای برقراری ارتباط با یک دیگر از اینترنت استفاده می‌کند.
مجازات خروج از اسلام در یمن مجازات اعدام است.